# Hemijonitis
Hemijonitis (lat. Hemionitis), rod papratnjača iz porodice bujadovki (Pteridaceae). U Hemionitis sensu stricto, prema PPGI, pripada 6 vrsta, plus jedan hibrid, i svre su iz tropske Amerike.. 'Plants of the World' navodi 450 vrsta raširenih po svim kontinentima,. U Hrvatskoj nije zabilježena nijedna vrsta iz ovog roda
Dio je potporodice Cheilanthoideae.

## Vrste
1. Hemionitis levyi E.Fourn.
2. Hemionitis palmata L.
3. Hemionitis pinnatifida Baker
4. Hemionitis rufa (L.) Sw.
5. Hemionitis tomentosa Raddi
6. Hemionitis umbrosa R.Y.Hirai & J.Prado
7. Hemionitis ×smithii (Trevis.) C.Chr.

Sinonimi:
- Dictyogramme Fée
- Cardinitis J.Sm.
- Gymnogramma Desv.
- Gymnopteris Bernh.
- Neurogramma Link
- Schizogramma Link
- Ampelogramma J.Sm.
- Definitifolium Hieron.